# Tania Oosthuizen
Pour les articles homonymes, voir Oosthuizen (homonymie).
Tania Oosthuizen, née en 1978, est une nageuse sud-africaine.

## Carrière
Tania Oosthuizen remporte aux Jeux africains de 1995 à Harare la médaille d'argent des 200 et 400 mètres quatre nages,.
Elle remporte le 400 mètres quatre nages et termine troisième du 200 mètres quatre nages aux sélections olympiques d'Afrique du Sud à Durban en mars 1996.